# Theridion refugum
Theridion refugum är en spindelart som beskrevs av Pencho Drensky 1929. Theridion refugum ingår i släktet Theridion och familjen klotspindlar. Inga underarter finns listade i Catalogue of Life.